# Zarzeczewo
Zarzeczewo (dawniej Zarzyczewo) – wieś w Polsce położona w województwie kujawsko-pomorskim, w powiecie włocławskim, w gminie Fabianki.
Dobra ziemskie Zarzyczewo Nowe do II wojny światowej należały do rodziny Pobóg-Olszewskich. Ostatnim właścicielem był Bronisław Pobóg-Olszewski.
W latach 1975–1998 miejscowość administracyjnie należała do województwa włocławskiego. Jest najmniejszą miejscowością gminy Fabianki.
W Zarzeczewie Starym znajdują się ruiny okazałego dworu oraz krzyż przydrożny, a także grodzisko pierścieniowate zbudowane pomiędzy X a XII wiekiem, pozostałość po średniowiecznej osadzie.
Od 1 grudnia 1979 znaczna część dawnej wsi Zarzeczewo (225,64 ha) leży w granicach administracyjnych miasta Włocławek. Obszar ten stanowi osiedle Zarzeczewo. Znajduje się w niej m.in. marina i zespół dwórski z początku XX wieku, obecnie siedziba oddziału Kujawsko-Pomorskiego Ośrodka Doradztwa Rolniczego.

## Gród w Zarzeczewie
Grodzisko w Zarzeczewie datowane jest na XI wiek. Wcześniej w X wieku istniała w Zarzeczewie osada nieobronna, a w XI w. wzniesiono gród, w otoczeniu którego powstało podgrodzie i rozwijały się osady. Gród funkcjonował do XIII wieku, gdy osadę przeniesiono na teren dzisiejszego Włocławka. Zarejestrowano 2 poziomy pożarowe, które świadczą o zniszczeniach, a nawarstwienia na nich uformowane, o kolejnych odbudowach. Wewnątrz grodu zabudowa rozlokowana była przy wale tak, że pozostawał pośrodku pusty plac-majdan. Gród otaczało od północy podgrodzie zamknięte wałem, dziś niewidocznym na powierzchni ziemi, oraz dwie inne otwarte osady ulokowane po stronie południowej i wschodniej. Łącznie całość zajmuje teren o powierzchni kilkunastu hektarów. Gród znajdował się na terenie włocławskiego okręgu grodowego, później kasztelanii, której stolicę przeniesiono po połowie XIII w. do Brześcia Kujawskiego. Na pobliskiej rzece Chełmicy przebiegała granica z kasztelanią dobrzyńską (oraz diecezją płocką). Zarzeczewo wchodzi w skład diecezji włocławskiej. Badania na terenie grodu prowadziła dr Aldona Andrzejewska z Uniwersytetu Łódzkiego.

## Części wsi
| SIMC    | Nazwa               | Rodzaj    |
| ------- | ------------------- | --------- |
| 1033941 | Budki Zarzyczewskie | część wsi |
| 0862807 | Kulin               | część wsi |
| 0862813 | Urszulewo           | część wsi |